# جاستن دورانت
جاستن دورانت (بالإنجليزية: Justin Durant)‏ هو لاعب كرة قدم أمريكية أمريكي، ولد في 21 سبتمبر 1985 في فلورنس في الولايات المتحدة.

## وصلات خارجية
- جاستن دورانت على موقع مرجع كرة القدم المحترفة.كوم (الإنجليزية)